# Камо (Каґосіма)

Камо́ (яп. 蒲生町, かもうちょう, камо тьо) — містечко в Японії, у центральній частині префектури Каґосіма.